# زنگ‌مرغ نیوزیلند
زنگ‌مرغ نیوزیلند (نام علمی: Anthornis melanura) نام یک گونه از تیره عسل‌خوار است.

## نگارخانه

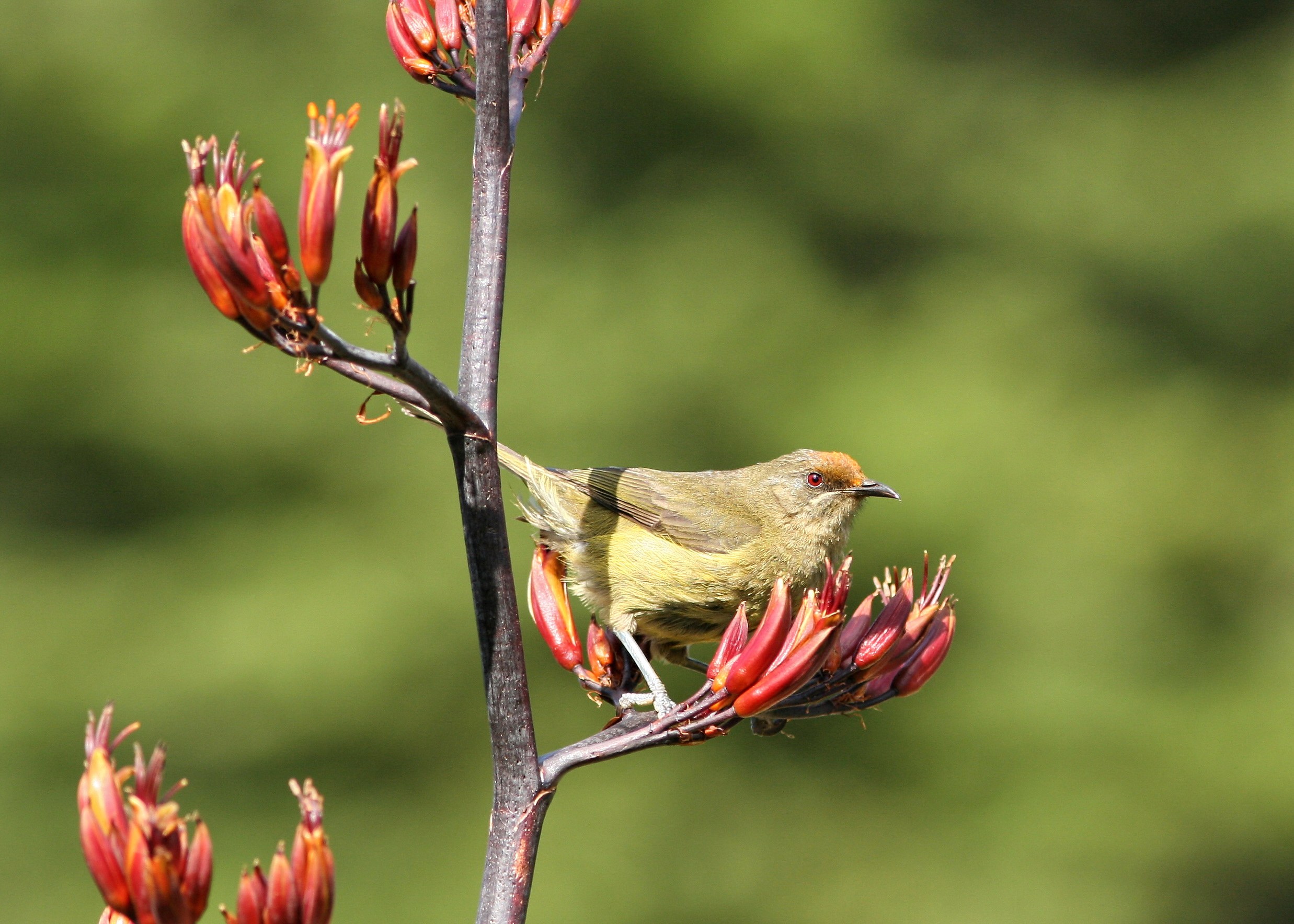
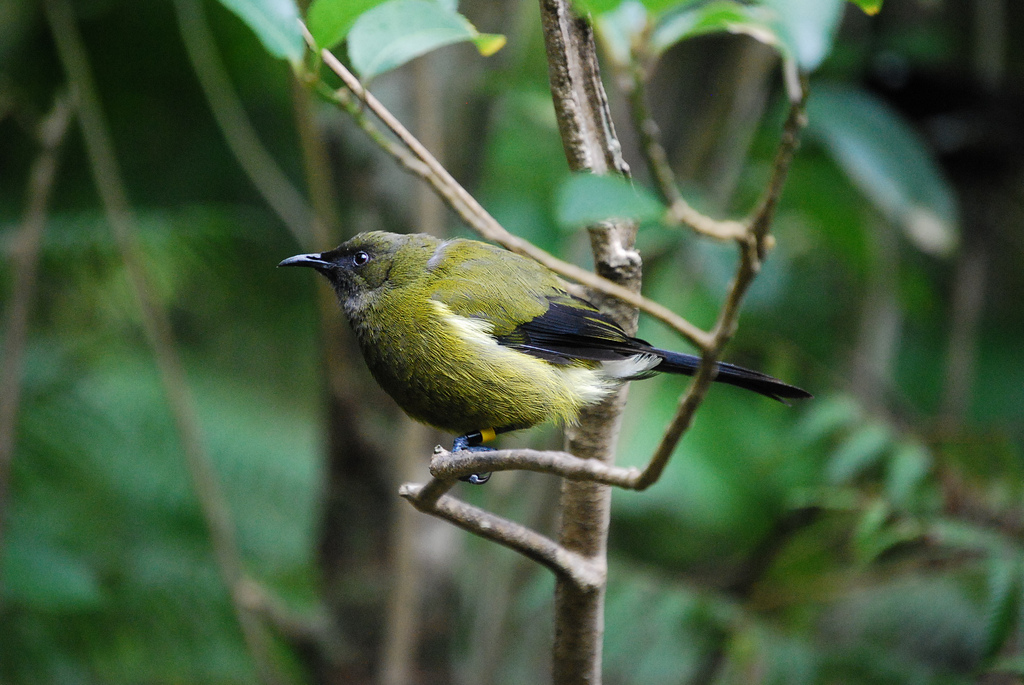